# Hansjochen Schwieger

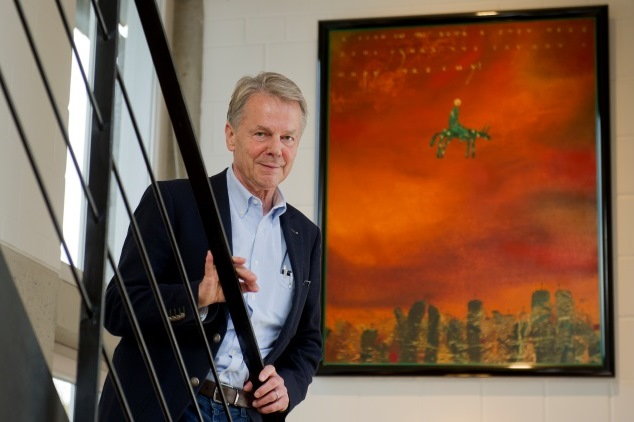
Porträt Hansjochen Schwieger (2018)

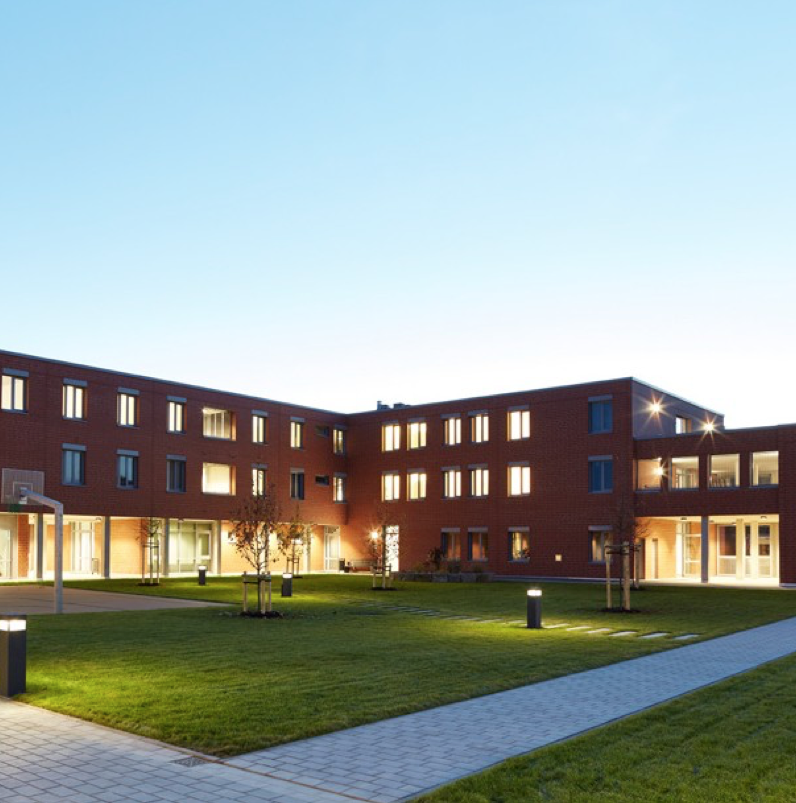
Maßregelvollzug in Göttingen, 1. Preis im Architekturwettbewerb

Hansjochen Schwieger (* 1945 in Radeberg) ist ein deutscher Architekt.

## Ausbildung und Wirken
Von 1966 bis 1972 studierte Schwieger Architektur an der Rheinisch-Westfälischen Technischen Hochschule Aachen (RWTH). Er erhielt ein Stipendium der Studienstiftung des Deutschen Volkes und schloss das Studium mit dem akademischen Grad eines Diplom-Ingenieurs ab. Es folgte eine Tätigkeit in Großbritannien als Research Assistant am University College London – Bartlett School of Architecture – und eine Mitarbeit im Büro Denys Lasdun and Partners in London. Von 1973 bis 1981 war Schwieger Mitarbeiter im Göttinger Architekturbüro von Jochen Brandi. 1981 machte sich Hansjochen Schwieger mit einem eigenen Architekturbüro selbständig. Arbeitsschwerpunkte sind Wohnungsbau, Industriebau, Altbausanierung und Denkmalpflege.
Von 1996  bis 2012 war Schwieger Vorsitzender des Städtebaubeirats der Stadt Göttingen; seit 1981 ist er Preisrichter in zahlreichen Architektenwettbewerben. Von 2015 bis 2019 war er Mitglied des Gestaltungsbeirats der Stadt Wolfenbüttel.

## Projekte (Auswahl)
- 1977: Täfler-Metalle Dransfeld mit Jochen Brandi
- 1983: Adams am Wall, Weender Straße, Göttingen
- 1986: Institut für Geologie der Universität Göttingen
- 1987: Kindertagesstätte Weende-Nord
- 1992: Fachbereich Forstwirtschaft der Fachhochschule Hildesheim/Holzminden
- 1994: Neubau einer Kurklinik in Bad Schmiedeberg
- 2000: Sparkasse Herzberg
- 2003: Max-Planck-Institut für biophysikalische Chemie und Dynamik und Selbstorganisation
- 2005: Gebäude III im Science Park in Göttingen
- 2009: Paul-Gerhardt-Schule in Dassel
- 2009: Tagesklinik für Kinder- und Jugendpsychiatrie und Psychotherapie in Eisenach
- 2010: Kesselhaus ÖHK in Mühlhausen
- 2010: Hochsicherheitsbereich für den Maßregelvollzug in Göttingen
- 2012: Gebäude IV im Science Park in Göttingen;
- 2013: FREIgeist PS. SPEICHER Hotel in Einbeck
- 2014: PS. Halle der Kulturstiftung Kornhaus in Einbeck
- 2019–2021: Innensanierung der Marktkirche zum Heiligen Geist in Clausthal-Zellerfeld
- 2020: Gebäude V im Science Park in Göttingen
- 2021: Studentenwohnen Rote Straße 1–5, Burgstraße 52, 37073 Göttingen (Bauherr: Studentenwerk Göttingen)[2]

## Auszeichnungen (Auswahl)

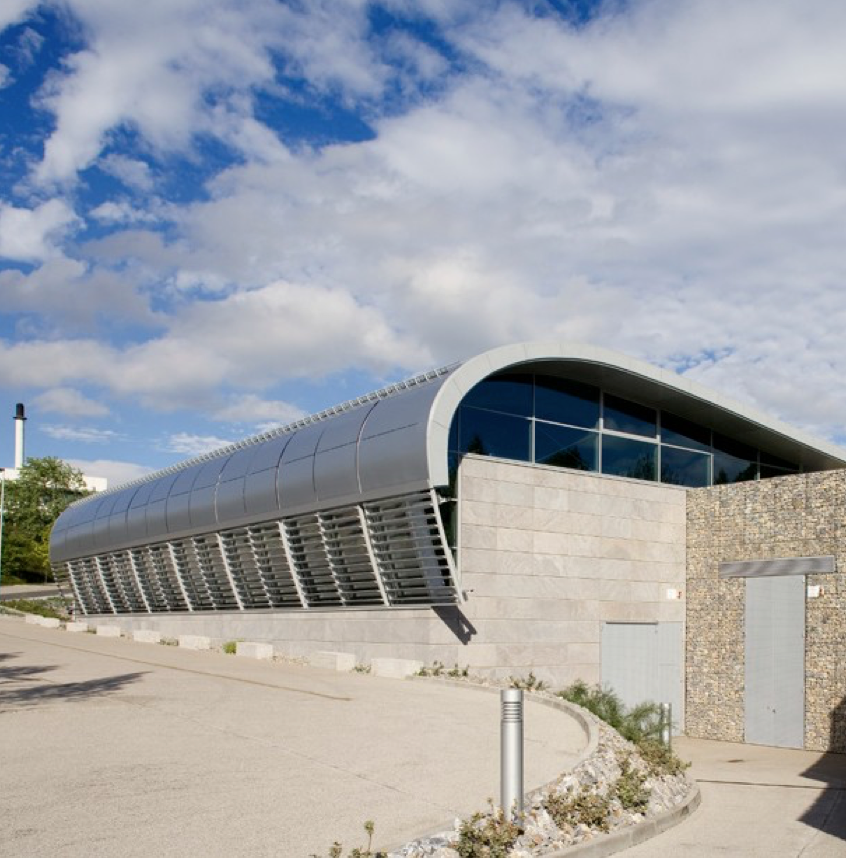
Experimentierhalle des Max-Planck-Instituts für Dynamik und Selbstorganisation (Göttingen), 2003

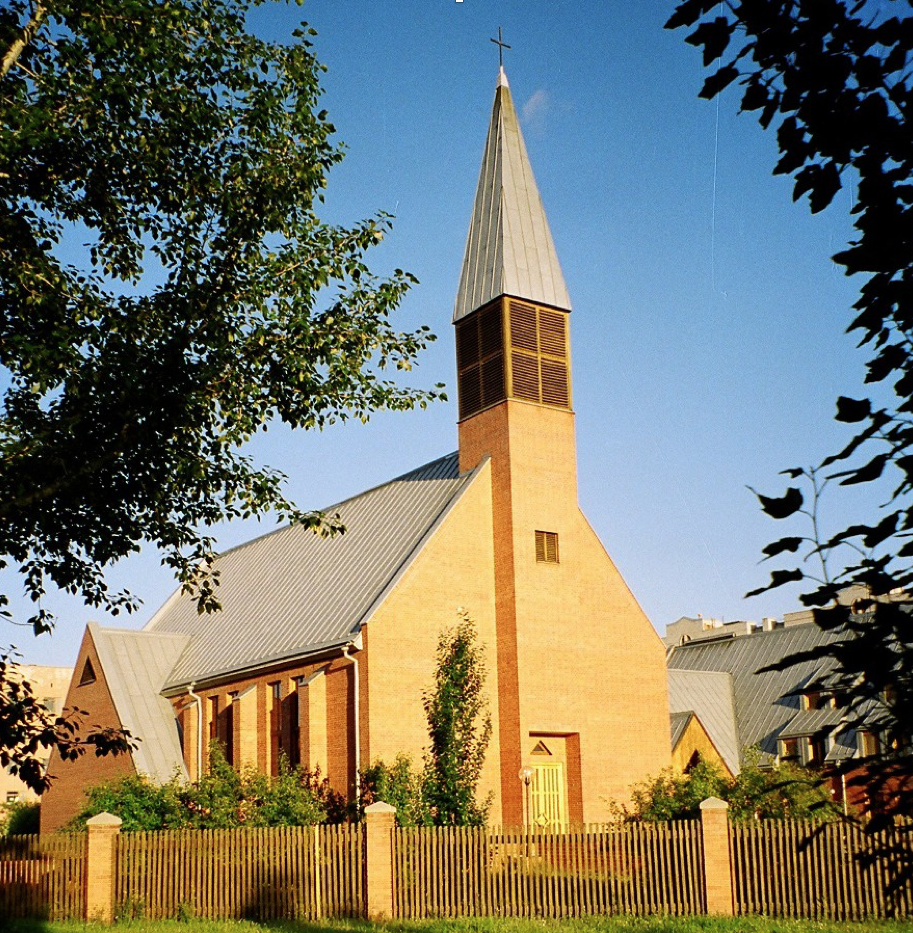
Kirchen- und Kulturzentrum Omsk, 3. Preis Moskau 1996

Geschäftsbauten, Industriebauten, u. a. Täfler/Dransfeld und Adams am Wall, wurden 1978, 1980 und 1985 mit dem  Preis als vorbildliche Industriebauten und mit Preisen des „Bundes Deutscher Architekten“ ausgezeichnet. Bedeutende Bauten folgten nach 1. Preisen in Architektenwettbewerben, u. a. das Max-Planck-Institut für Dynamik und Selbstorganisation in Göttingen (1. Preis 2003), der Maßregelvollzug des Ökumenischen Hainich-Klinikums in Mühlhausen (Thüringen) 2007, der Neubau eines Hochsicherheitsbereichs für den Maßregelvollzug Göttingen und Wärmeversorgung für die Jugendanstalt Leineberg, Wettbewerb 1. Preis sowie Forschungs- und Laborgebäude im Science Park Göttingen.

## Stilprinzipien und Wirkungen
„Der Göttinger Architekt Hansjochen Schwieger setzt bewusst auf 'Normalität'. Mit technisch wie formal hochwertigen Bauten grenzt er sich von einer spektakulären und häufig aufgeregten "Eventarchitektur" ab. Konservativ im besten Sinne – (...) Architektur, die höchsten formalen Ansprüchen genügt, dabei aber nie ihre Aufgabe aus den Augen verliert.“

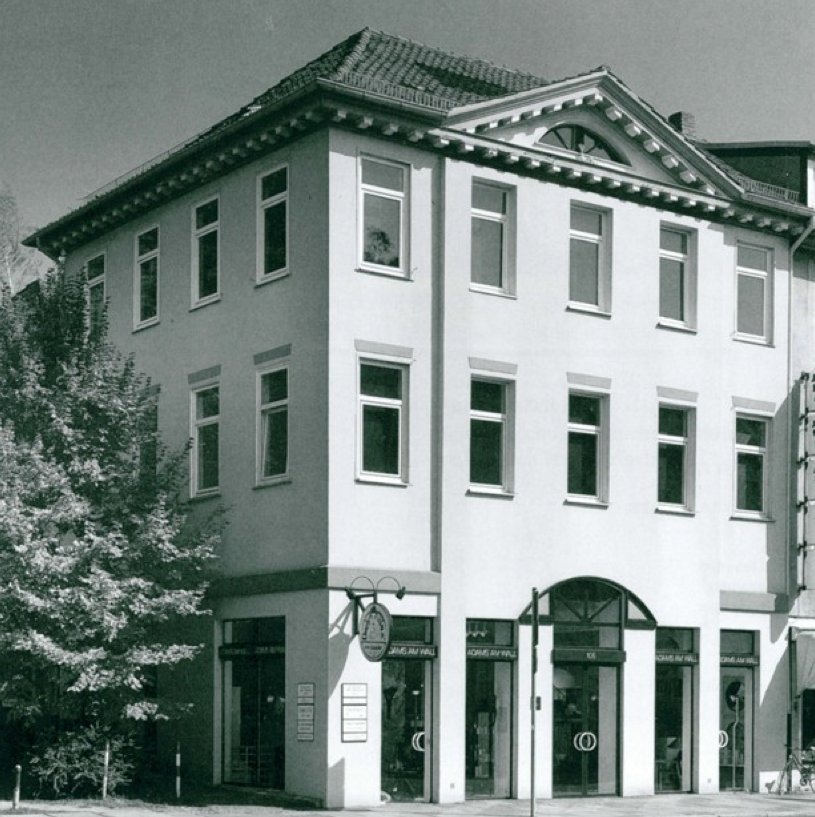
Adams am Wall, Göttingen (BDA-Preis 1985)

## Preise und Ehrungen
- BDA-Preis Niedersachsen 1980 für den Neubau einer Messingdreherei in Dransfeld bei Göttingen 1976–1978
- BDA-Preis Niedersachsen 1985 für die Renovierung eines denkmalgeschützten Wohn- und Geschäftshauses in Göttingen 1983
- Auszeichnung mit dem 3. Preis im Allrussischen Architektenwettbewerb in Moskau 1996 für das Kirchen- und Kulturzentrum „Christuskirche“ in Omsk
- Preis im Bundeswettbewerb „Neues Leben in alten Gebäuden“ – Ausstellung Deutsches Architekturmuseum Frankfurt 2000 (Coppenrath Verlag, ISBN 3-8157-1862-7)
- „Silberner Kaufmannslöffel“ der Kaufmannsgilde Göttingen 2013